# Kitchener's Arrival at Southampton
Kitchener's Arrival at Southampton è un cortometraggio muto del 1902 diretto e fotografato da Cecil M. Hepworth.

## Produzione
Il film fu prodotto dalla Hepworth. Venne girato a Southampton

## Distribuzione
Distribuito dalla Hepworth, il documentario - un cortometraggio della lunghezza di 38 metri - presumibilmente uscì nelle sale cinematografiche britanniche nel 1902.
Non si hanno altre notizie del film che si ritiene perduto, forse distrutto nel 1924 quando il produttore Cecil M. Hepworth, ormai fallito, cercò di recuperare l'argento del nitrato fondendo le pellicole.